# Tanganasoga

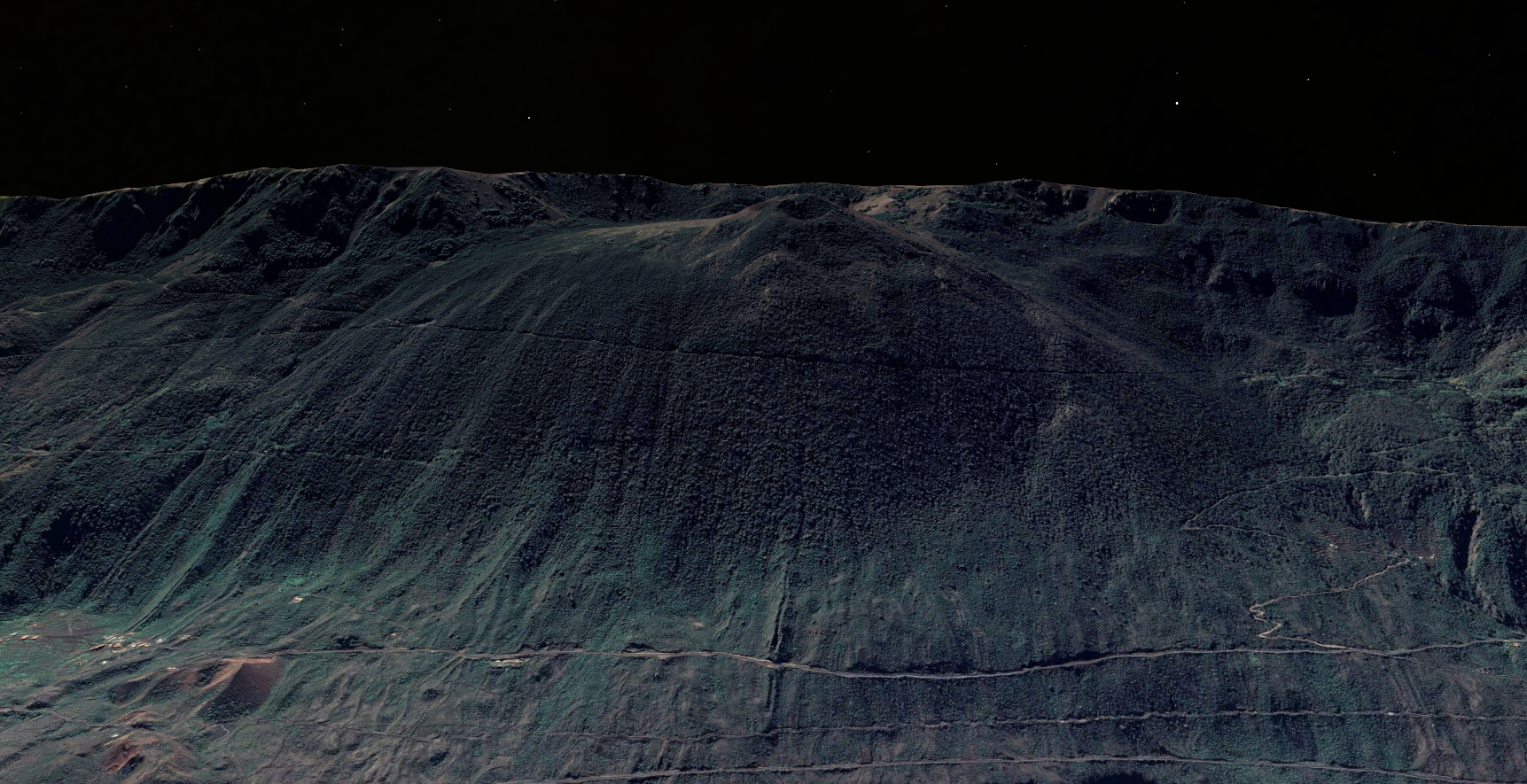
Vista norte del volcán

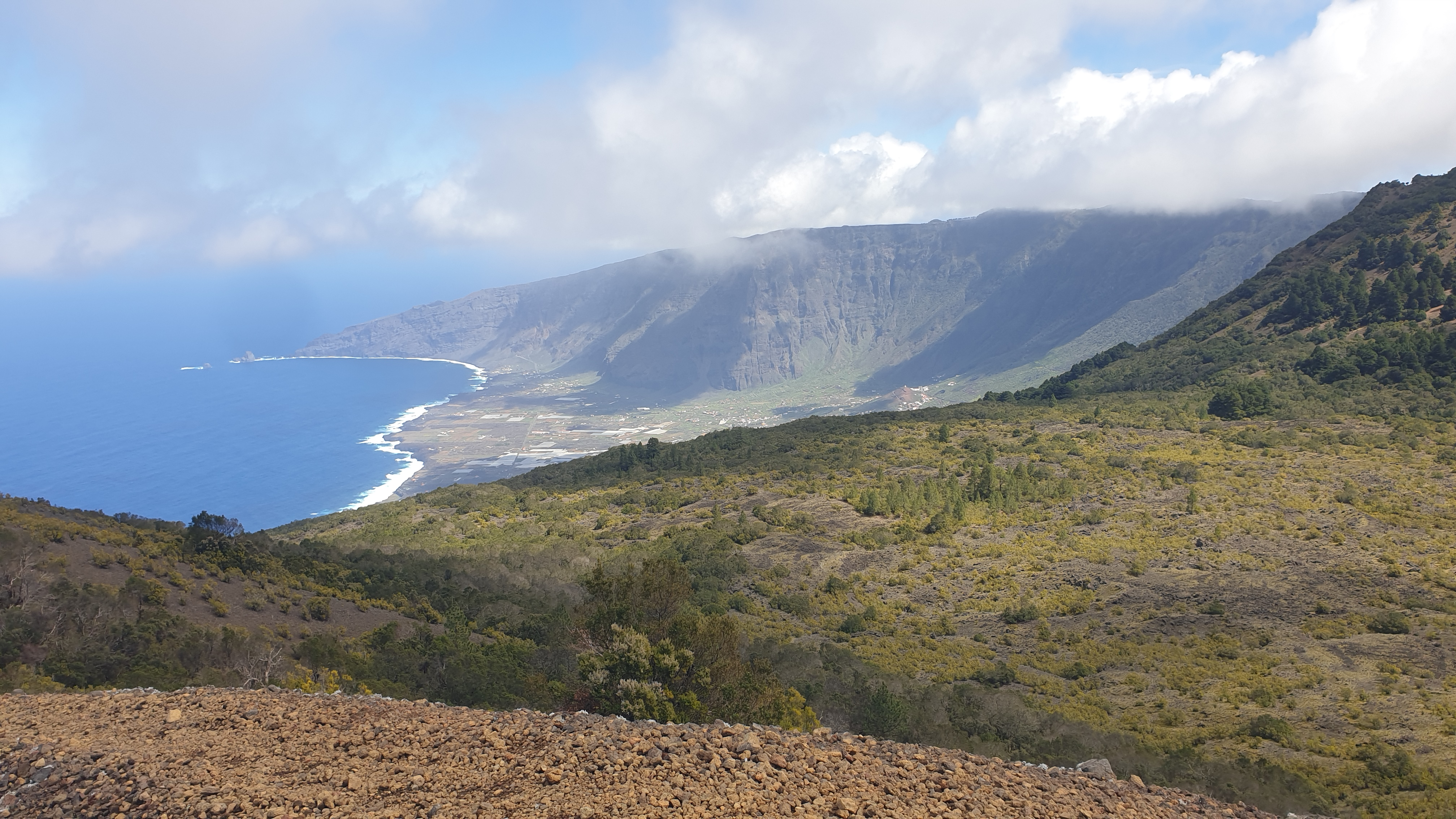
Vista desde el volcán Tanganasoga hacia el Valle del Golfo.

El Tanganasoga es un estratovolcán situado en la Isla de El Hierro, Canarias. Presenta una morfología de cono de escoria de 1384 m de altitud situado en el valle de El Golfo, municipio de La Frontera. Es considerado como el único volcán con una naturaleza poligenética en la isla de El Hierro.[cita requerida]
El volcán es parte de un sistema de volcán en escudo mucho más grande.

## El volcán

Vista de Tanganasoga desde la cima.

Su centro eruptivo principal se alza hasta los 1384m de altitud próximo a la crestería del valle, en su mitad occidental, aportando materiales que llegan al mar. Se trata de un edificio de edad holocena, cuyos materiales más antiguos han sido datados en 6,74 Ka. Entre las singularidades de este edificio volcánico se encuentra su gran volumetría, el mayor de los volcanes holocenos de la isla, así como el carácter múltiple de sus centros de emisión, articulados a partir de una fractura principal N-S que alberga 5 de sus principales centros de emisión. Los centros de emisión situados en el extremo sur de la fractura se ubican casi en contacto con el borde del escarpe de El Golfo. La diferencia altitudinal entre los centros de emisión dentro de esta alineación principal a permitió el desarrollo de comportamientos eruptivos especializados al menos durante su fase final de actividad. Las fuertes pendientes del espacio de apertura de cráteres, así como la altitud significativa a la que se abren los centros de emisión favorecen el desarrollo de un campo de lavas continuo, con flujos concentrados a partir de canales de lava de disposición paralela a la pendiente. Los rasgos morfológicos del Tanganasoga se ven enriquecidos por la existencia de un segundo lineamiento de orientación WNW-ESE que conecta con el conjunto principal por su extremo oriental, donde se desarrolla la mayor volumetría del edificio. Hacia el otro extremo de la fractura, a cotas altitudinales más bajas, se enclavan bocas eruptivas con morfologías propias de centros de emisión predominantemente efusivos. Desde ellos parte un volumen considerable de lavas que cubren sectores relativamente cercanos a Sabinosa.
Tanganasoga destaca también por ser uno de los pocos edificios volcánicos de la isla en los que se han registrado episodios de freatomagmatismo. A pulsos freatomagmáticos de este volcán se asocia la existencia de un depósito de cenizas que cubren un área aproximada de 15 km2. Esta capa cinerítica se compone de material no soldado, muy fino y de color grisáceo, finamente laminado que presenta una potencia media de 50 cm. y una potencia cubierta a techo por una capa de lapilli negro. La vinculación de este depósito al Tanganasoga ha sido motivo de discusión, existiendo distintas propuestas que vinculan estos materiales tanto a este edificio como a posibles eventos eruptivos que hayan podido tener lugar tanto antes como después de la construcción de este edificio. La gran volumetría de materiales que presenta el Tanganasoga y su diversidad morfológica han llevado a algunos autores a poner en duda el carácter monogenético de este volcán.
La mayoría de los materiales del Tanganasoga se incluyen en el Parque Rural de Frontera, aunque parte de los mismos integran el extremo oriental de la Reserva Natural Integral de Mencáfete. El edificio volcánico y los materiales próximos a la pared de El Golfo son considerados Monte de Utilidad Pública, Áreas Importantes para las Aves y Áreas prioritarias de reproducción, alimentación, dispersión y concentración de las especies amenazadas de la avifauna. A partir de los 300 m s. n. m. los dorsos del Tanganasoga adquieren los reconocimientos de Lugar de Importancia Comunitaria (LIC), Zonas Especiales de Conservación (ZEC) y Zonas de Especial Protección para las Aves (ZEPA). La totalidad de los materiales asociados a este edificio volcánico, al igual que el resto de la isla, son parte integrante de la Reserva de la Biosfera y el Geoparque de El Hierro.

## Actividad volcánica reciente
Quizás como una marca del relativo aislamiento de la isla, solo se ha registrado por los habitantes una erupción en la isla, la erupción de El Hierro de 2011, sin embargo, nuevos estudios han demostrado que la isla ha tenido una actividad reciente importante.

### Erupción prehispánica
La aparición de citas en textos de navegantes españoles en las primeras expediciones a la isla en las que se menciona que "la tierra está vomitando fuego como si del infierno se tratara" o "un gran incendio cubre gran parte de la isla" aluden a una posible erupción en los años 1400, sin embargo este tema aún es objeto de estudio.

### Erupción Volcán Lomo Negro 1500-1600
Estudios de paleomagnetismo sitúan la erupción de Lomo Negro entre el año 1500-1600, esta erupción estaría relacionada directamente con el edificio volcánico Tanganasoga.

### Erupción submarina 13 de septiembre de 1777
Un estudio realizado por Carmen Romero Ruiz, profesora titular de la Universidad de La Laguna, arrojó luz sobre una erupción histórica pasada por alto en la historia de la isla.
El científico inglés Thomas Young recoge en su obra A Course of Lectures on Natural Philosophy and the Mechanical Arts publicada en 1807, una cita de vital importancia que nos habla de un evento ocurrido en el año 1777 en la isla. En el capítulo Earthquakes, Famines, inundations, storms, tempest, frost, accidental fires el autor recoge la siguiente frase:

A volcano in Ferro broke out in 1777. Threw out a quantity of red water, wich dis- coloured the sea for several leagues.
Un volcán en Hierro estalló en 1777. Echó una cantidad de agua roja, que tiñó el mar por varias leguas.
Thomas Young

De igual manera otro escritor inglés, Thomas Tegg recoge en su publicación Chronology or the historian's companion; being an authentic register of Events, from the earliest period to the present time publicada en Londres en 1811 la siguiente cita: 

Volcano, in the isle of Ferro, broke out Sept. 13, 1777, which threw out an immense quantity of red water, that discoloured the sea for several leagues.
Volcán, en la isla de Ferro, se desató el 13 de septiembre de 1777, el cual arrojó una inmensa cantidad de agua roja, que decoloró el mar por varias leguas.
Thomas Tegg

Esta segunda cita confirma por lo tanto la escrita por Thomas Young y además pone fecha exacta a la erupción ocurrida este mismo año.

### Crisis sísmica 1793
En el año 1793 una importante crisis sísmica fue registrada por los vecinos de La Frontera, el evento despertó el temor en la ciudadanía e incluso llegó a poner en marcha un plan de evacuación a otra isla tras ocurrir numerosos desprendimientos en la pared rocosa que rodea el municipio.
Los terremotos sentidos comenzaron hacia fines de marzo y se prolongaron durante un período de aproximadamente tres meses; un total de 95 días, ya que los últimos movimientos sísmicos descritos corresponden a fines del mes de junio de 1793.

#### Varios escritos narran el transcurso de la actividad sísmica en la isla y el temor de los habitantes
hay días con sus noches que repite ocho o diez veces con más o menos violencia

en el corto tiempo que gasté en escribir la anterior hubo cuatro terremotos, la tribulación que aflije a esta Ysla con unos temblores de tierra que continuan sin cesar desde el miercoles Sto. hasta la fecha

especialmente ayer [8 de mayo], que a las once de la noche tuvimos todos en este pueblo que dejar nuestras casas y camas y pasarla al descubierto, porque habiendo precedido dos o tres pequeños, el de la dicha hora nos asombró por su fuerza y duración, que se repitió en los mismos términos a la madrugada”.

De estos sismos más intensos, sólo los correspondientes al día 15 de junio provocaron daños reseñables, con desprendimientos en el escarpe de El Golfo destrucción parcial de viviendas en El Golfo y algún daño menor en Valverde

El sábado 15 del mismo que fueron notables en su violencia, y algo más de duración; en particular en él parage que llaman el Golfo, en donde siempre han sido más violentos, y con grave estruendo y ruido, desplomando riscos, así allí como en otras partes, pero sin perjuicio en los edificios hasta el día 15 que derribó la vivienda alta de la casa que tiene en el Golfo este Escribano D.n José Espinosa, cuyos materiales rompieron dos vigas del piso de la vivienda, así también cayó un mojinete de la casa de D.n Pio Josef de Ayala, y una casita terrera todo en el mismo Golfo, y aquí en esta Villa un trozo de pared de una capellanía.

Después del último aviso, sólo se ha observado de tarde en tarde, algunos temblores ligeros, pero el 27 del anterior a media noche hubo uno que duró todo el tiempo de un padrenuestro

Después acá [desde el día 15 de junio] no ha habido cosa particular, sino tal qual temblor muy corto, aunque me han dicho que en El Golfo está siempre con algun movimiento la tierra, y como en hervor.

El Juicio que  formo de dichos temblores es que por ultimo rompa volcán en donde dicen Sabinosa, extremo del Golfo

obcerbace que commas continuacion, y mayor estrepito ce ciente sobre huna punta de la tierra; tenemos algunas pruebas para esperar por este parage bolcan, lo primero por aber allí un pozo de agua tibia, y junto a él abia huna gruta de asufre, y abra un año que un pastor alló en la cumbre de aquel puerto, como un almu… … si el volcan rompe en el Plano de Sabinosa, solo padecera este pueblo que es corto, sin trascendencia, porque la direccion de las materias encendidas de qualquier modo que sea, siempre será al mar que está muy inmediato […] No asi, si la erupción es en lo alto, o cumbre de Sabinosa, que entonces tiene libre la corriente al resto del Golfo y al Lugar del Pinal, en cuyo caso hará mucho perjuicio; pero poco o nada de esto se experimentara si rompe en el punto de la Dehesa…

La alarma generada en la población fue generalizada, hasta el punto de que el alcalde mayor de la isla de El Hierro, Rafael Padrón, envió una petición al gobierno central pidiendo el traslado de la población a Fuerteventura:

Si se necesitara acer ensayo formal para la ora del ultimo juisio, ya los erreños lo tenemos echo e ymitado

Finalmente tras un tiempo los terremotos desaparecieron de forma inminente, y fue notado por la población una vibración que se mantenía estable durante unos meses, por lo que se sugiere que el evento sísmico finalizó en una posilble erupción submarina como la ocurrida en el año 2011.
7 meses más tarde a lo ocurrido llegó la respuesta por el consejo de castilla expresando que no hay medios materiales con los que socorrer a los habitantes de la isla, recomendando «resignación cristiana como única solución»

### Erupción Volcán Tagoro 2011
Se considera que la erupción de El Hierro de 2011 está directamente relacionada con el sistema volcánico Tanganasoga. 
Durante las primeras semanas de la crisis sísmica previa a la erupción se localizó como epicentro de los eventos este volcán, llegándose a plantear la evacuación de la población del municipio de La Frontera, la rápida deformación del volcán anunció una intrusión de grandes cantidades de magma bajo el cono principal, en los meses posteriores el magma migró bajo la superficie encontrando una vía de escape al sur de la isla, dando lugar a la segunda erupción más duradera en la historia conocida de las Islas Canarias.

## Sistema hidrotermal
El Pozo de la Salud, conocido inicialmente como Pozo de Sabinosa, es una surgencia litoral de aguas salobres situada en la costa de la depresión gravitacional del Valle del Golfo. El agua mana a nivel del mar, a través de las brechas autoclásticas de base situadas bajo una fractura abierta en el masivo de una colada basáltica «aa». La colada aflora al pie de un cantil marino de unos 12 m de altura. Se trata de una fuente litoral, es decir, una surgencia de aguas subterráneas que fluyen desde el interior de la isla hacia el mar sobre la cuña de agua marina infiltrada en el subsuelo desde la línea de costa. Por ello, la salida del agua salobre ocurre preferentemente en marea baja.
La fuerte mineralización de sus aguas está producida por la actividad volcánica reciente. Estos procesos quedan atestiguados por la relativamente alta temperatura del agua del pozo y su riqueza en bicarbonatos y sulfatos, que indica flujos de CO₂ y H₂S (ó SO₂), gases de origen volcánico, en el subsuelo.
Las propiedades terapéuticas de estas aguas mesotermales (T: 36 °C) cloruradas (-sulfatadas-bicarbonatadas) sódicas de mineralización fuerte (TSD: 11462 mg/L; CE: 17470 μS/cm) son conocidas popularmente desde muy antiguo, pero el pozo, de 12 m de profundidad, no se abrió hasta 1702 o 1704; sus aguas fueron las primeras en ser declaradas minero-medicinales en Canarias (1844).
El actual balneario data de 1996 y es el único establecimiento de este tipo en funcionamiento en el archipiélago.

## Sistema de vigilancia
El Hierro es una de las Islas Canarias que presentan un comportamiento geológico activo.
El edificio volcánico es vigilado por numerosas estaciones pertenecientes a diversos centros de investigación científica como IGN, IGME  o INVOLCAN que controlan la emisión de gases, deformación del terreno, detección de seísmos y variaciones en el campo magnético, factores precursores de erupciones volcánicas.